# 春一番
春一番（はるいちばん）是北日本（北海道・東北）和沖繩除外的地域，在例年2月至3月中旬，立春和春分之間，當年初次吹的（稍）強南（東南東～西南西）風。春一番的起風日氣溫會上昇，翌日多會恢復寒冷，稱作「寒之戻」（寒の戻り）。

## 發生條件
春一番的發生條件及認定基準依地域・氣象台有部分差異，但是，大致上在立春和春分之間，南側的高氣壓以10分鐘平均風速8m/s以上北上，吹向日本海的低氣壓，氣温比前日上昇，即發生條件。但是，春一番未必毎年發生，也有風在春分之日之前未達氣象台的認定基準，而被認為「春一番觀測不到」的年分。觀測到春一番以降，若同年發生同樣的南風，一般俗稱「春二番」「春三番」。另外，若是在立春之前發生同樣的南風，全國氣溫上昇，氣象廳在定義上也不認定此為「春一番」。

## 關東地方的春一番
1951年，氣象廳開始觀測關東地方的春一番，以降，最早觀測到的是1988年2月5日，最晚觀測到的是1972年3月20日。以下是1989年以降各年的春一番觀測日。
- 1989年 - 3月1日
- 1990年 - 2月11日
- 1991年 - 2月28日
- 1992年 - 未發生
- 1993年 - 2月6日
- 1994年 - 2月9日
- 1995年 - 3月17日
- 1996年 - 未發生
- 1997年 - 2月21日
- 1998年 - 3月14日
- 1999年 - 3月5日
- 2000年 - 未發生

- 2001年 - 2月28日
- 2002年 - 3月15日
- 2003年 - 3月3日
- 2004年 - 2月14日
- 2005年 - 2月23日
- 2006年 - 3月6日
- 2007年 - 2月14日
- 2008年 - 2月23日
- 2009年 - 2月13日
- 2010年 - 2月25日
- 2011年 - 2月25日[1][]
- 2012年 - 未發生

- 2013年 - 3月1日
- 2014年 - 3月18日
- 2015年 - 未發生
- 2016年 - 2月14日
- 2017年 - 2月17日
- 2018年 - 3月1日

## 關連項目
- 自然災害

## 外部連結
- 春一番って何のこと？ （页面存档备份，存于） - 氣象廳
- 関東地方の春一番 （页面存档备份，存于） - 東京管區氣象台